# Wilsonova socha ve Vrchlického sadech

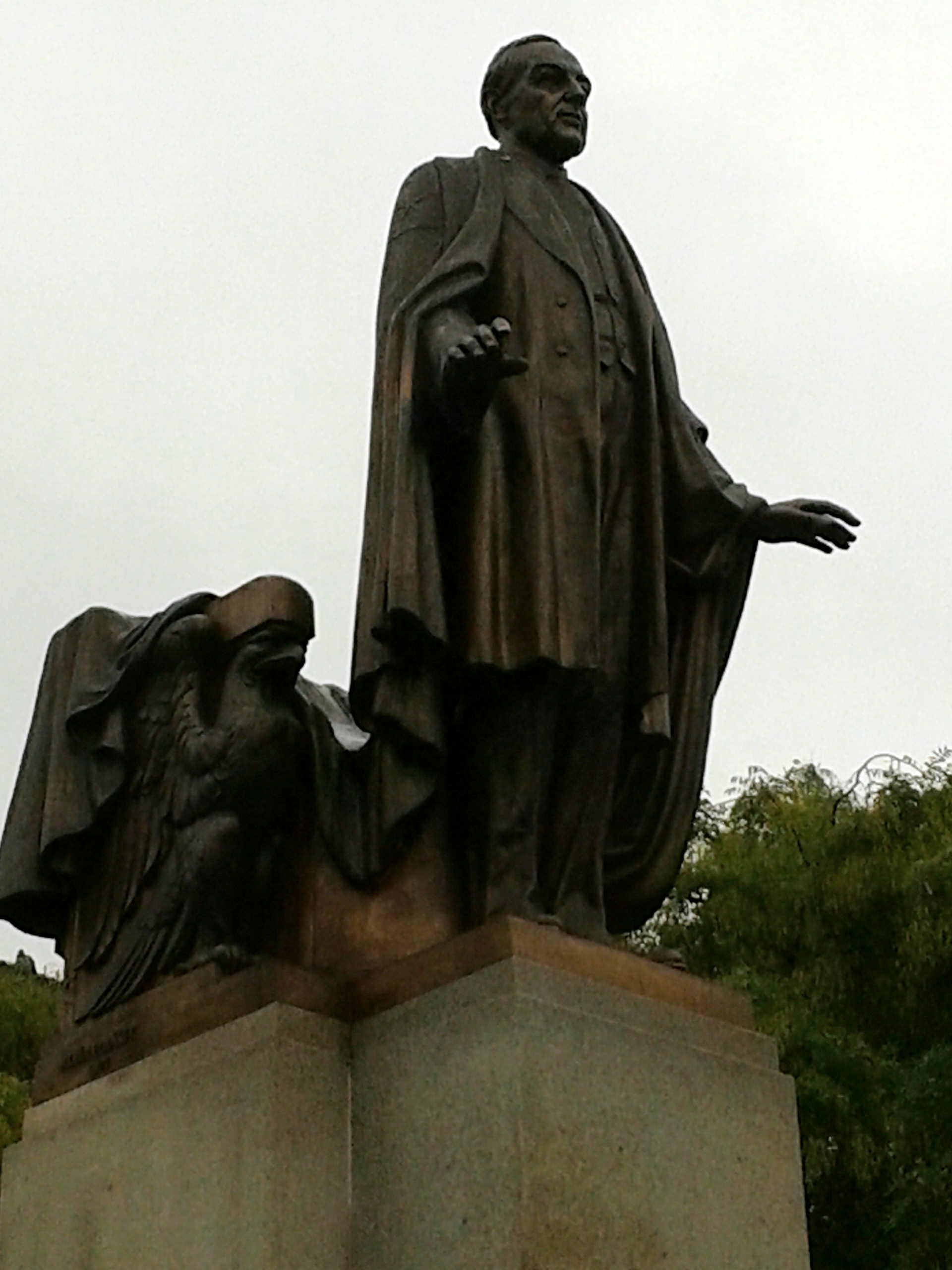
Wilsonova socha (pohled zprava) ve Vrchlického sadech

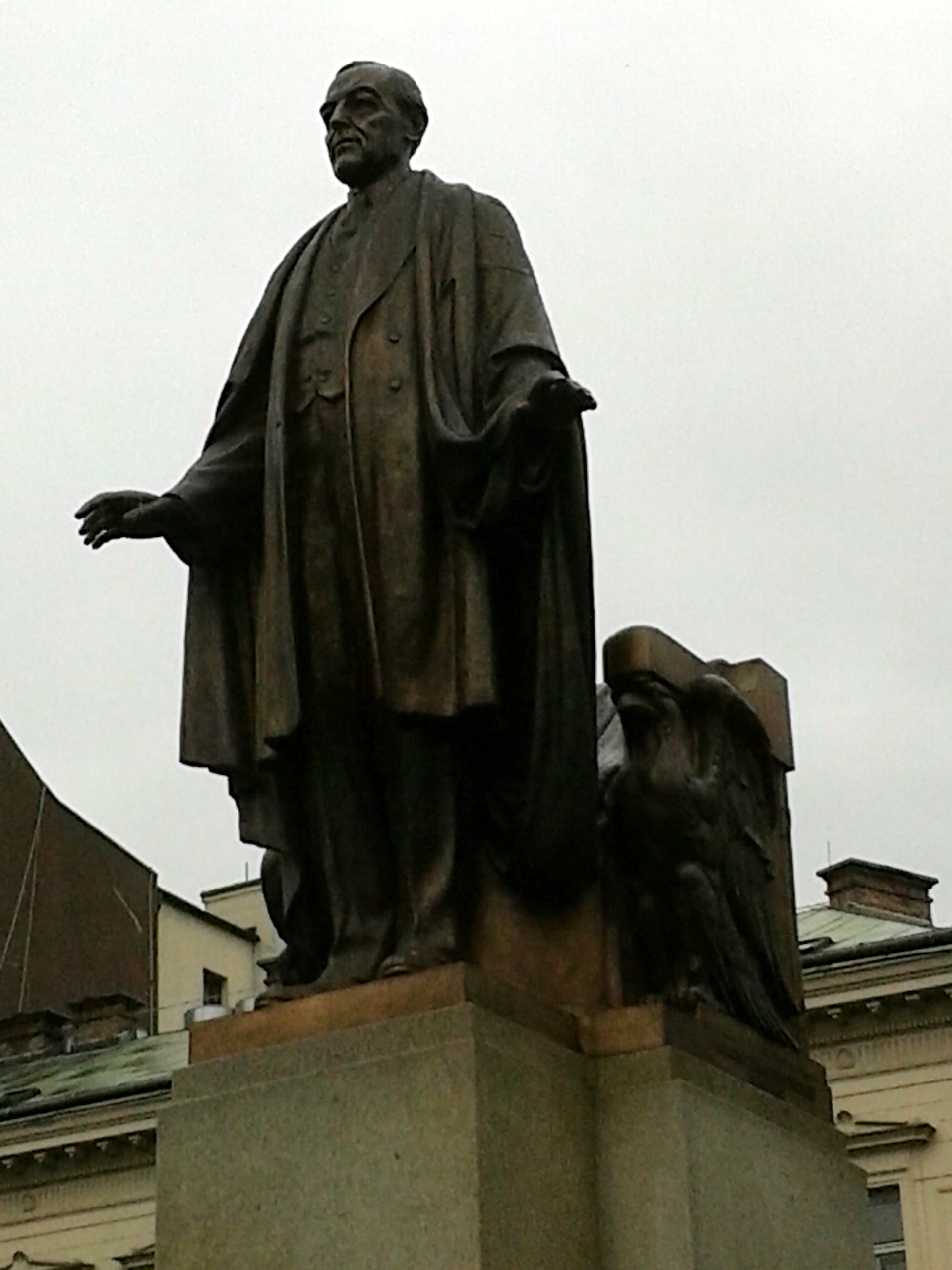
Wilsonova socha (pohled zleva) ve Vrchlického sadech

Wilsonova socha ve Vrchlického sadech je pomník věnovaný 28. americkému prezidentovi Thomasi Woodrowovi Wilsonovi (1856–1924) nacházející se v pražských Vrchlického sadech naproti odbavovací hale Hlavního (Wilsonova) nádraží.

## Historické pozadí sochy
Socha je spjata s počátky československé státnosti a se jmény W. Wilsona a T. G. Masaryka. Masaryk získával podporu pro československý autonomní stát mezi Američany dlouhou dobu. Podpora W. Wilsona a Spojených států amerických v Masarykově snaze o vytvoření samostatného československého státu se datuje ke konci první světové války (září 1918). Tehdy tato podpora umožnila národům Rakouska-Uherska, aby utvářely svůj vlastní osud. Socha symbolizuje i partnerství duchovního rázu obou státníků na úrovni společných vizí i přes fakt, že se osobně spolu setkali jen jednou a to v New Yorku.  Z pohledu současného má socha symbolizovat spojenecké vztahy mezi Čechy a Američany.

## Příběh vzniku sochy
Čtvrtého, pátého a šestého července 1926 Albín Polášek navštívil VII. Všesokolský slet a byl dokonce pozván do prezidentské lóže. Tam ho požádali zástupci kanceláře prezidenta republiky a krajané z Ameriky, že v roce 1928 k 10. výročí vzniku Československa bude odhalena Poláškova socha prezidenta USA Woodrowa Wilsona. Ve výboru pro postavení pomníku byl Alfons Maria Mucha, Bohumil Hübschmann, nebo třeba Ladislav Šaloun. Po přidělení pomníku Poláškovi, Polášek okamžitě odjíždí do Frenštátu a vytváří první návrhy podoby pomníku. Už na konci roku 1926 jedná s výborem pro postavení pomníku a komise i Polášek se shodují na podobě. Celý rok 1927 pracuje Polášek spolu s jeho studentem Jonesem Geayerem v Praze v ateliéru sochaře Karla Nováka, který měl na jižních stráních Nuselského údolí ateliér a dílny, ve kterých k produkci soch používal jako první v Československu pantograf. Pro sochu byl také důležitý František Anýž, který v roce 1926 dostavěl u jeho továrny v Holešovicích největší slévárnu ve střední Evropě, která byla vybavena na odlévání extrémně velkých soch. V roce 1927 ukázal Polášek výboru definitivní podobu sochy, která byla podle drobných připomínek výboru upravena a po té dostal povolení k její realizaci. Polášek pak se vrací do Frenštátu a pak 15. června 1928 klade základní kámen pomníku, přímo na místě, které Polášek pro pomník a sochu vybral - a to ve Vrchlického sadech, naproti nádraží, které se od roku 1925 jmenovalo Wilsonovo. Při odhalení pomníku prezident Tomáš Garrigue Masaryk poděkoval Poláškovi za jeho netradiční pojetí. Na pomníku je umístěn citát z Wilsonova projevu a to: Svět musí být zabezpečen pro demokracii“, což bylo také Poláškovým nápadem tam ten citát umístit. 

## Původní pomník
Původní pomník byl darem Američanů českého a slovenského původu. Byl slavnostně odhalen 4. července 1928 v rámci oslav výročí deseti let od vzniku Československa. Autorem sochy byl Albín Polášek a autorem návrhu pomníku pak architekt Bohumil Hübschmann. Pomník byl věnován americkému prezidentu Woodrow Wilsonovi, jenž úřadoval v USA v rozmezí let 1913 až 1921 a který se podstatně zasloužil o poválečnou organizaci Evropy včetně vzniku Československa. Původně pomník stával naproti historické budově Wilsonova nádraží v místech, kde se dnes nachází nová nádražní hala. Krátce poté (12. prosince 1941), co Německo vyhlásilo válku USA (7. prosince roku 1941) německá okupační správa přikázala německému vojsku Wilsonovu sochu strhnout a zničit. Pomník byl umístěn na výsostném území zakoupeném a vlastněném vládou USA a proto až po vyhlášení války vstoupili německé úřady na pozemek. Původní místo ve Vrchlického sadech, kde socha stávala bylo pak v letech 1972 až 1977 zastavěno novou nádražní halou. Model sochy vznikl v Umělecké zahradě v Nuslích.

## Replika sochy
Možnost zhotovit repliku Poláškovy sochy co nejvíce totožné s původním originálem byla celkem reálná. Podobnost s původním (originálním) pomníkem si přála Nadace Albína Poláška, která vlastní autorská práva po tvůrci původního monumentu. Zachovaly se totiž fotografie, Poláškovy pracovní postupy a další detaily. Také se zachovala původní hlava Poláškova modelu sochy, uložená v depozitáři Lapidária Národního muzea i fotodokumentace rozlámaného modelu celého pomníku, který tam byl za druhé světové války tajně převezen a uschován. Teprve počátkem 60. let byl pracovníky muzea komisionelně zlikvidován.

## Výběrové řízení
Americká nevládní a nezisková organizace – společnost American Friends of the Czech Republic (AFoCR) vyhlásila 16. června 2008 výběrové řízení, jehož tématem bylo obnovení pomníku prezidenta Woodrowa Wilsona v Praze. Do soutěže se přihlásilo celkem třináct jednotlivců a týmů sochařů. Nakonec byli vybráni tři finalisté:
- MgA. Jiří Kašpar (* 1977)[11]
- Zdeněk Hošek (* 1948)[12] a MgA. Kryštof Hošek (* 1984)[13] (otec a syn)
- Václav Frýdecký [p 2], Michal Blažek [p 3], Daniel Talavera [p 4]

Po další diskuzi komise zvolila (s přihlédnutím k výraznému duchovnímu obsahu návrhu pomníku) jako vítěze tým složený z Václava Frýdeckého, Michala Blažka a Daniela Talavery. Tým měl na realizaci sochy 18 měsíců. Podstavec pro sochu měl být (a také je) dílem kanceláře Hulec & Špička Architekti (Mikuláš Hulec, Daniel Špička).

## Spory o odlitek hlavy
Jádrem sporu byl odlitek hlavy původní Wilsonovy sochy od Albína Poláška. Když společnost Američtí přátelé České republiky vyhlásila soutěž na zhotovení pomníku, zapůjčil si sochař Oldřich Hejtmánek  od správce Lapidária originál původní hlavy v Lapidáriu Národního muzea a vytvořil podle něj pro AFoCR kopii (odlitek). To bylo ještě před vyhlášením výsledků soutěže. Výběrová komise ale stanovila jiného vítěze (sochařský tým ve složení: Václav Frýdecký, Michal Blažek a Daniel Talavera). Po prohraném výběrovém řízení odmítl Hejtmánek poskytnout odlitek vítězi soutěže. Realizační tým tak musel hlavu podle originálu opět nezávisle vymodelovat.

## Spory Hejtmánka a Blažka
Vznik pomníku byl poznamenán osobním sporem dvojice sochařů Michala Blažka a Oldřicha Hejtmánka. Soutěž na vytvoření repliky vyhrál Blažek a jeho společníci. Hejtmánek zpochybňoval objektivitu soutěže. Blažek tvrdil, že Hejtmánek zcizil odlitek hlavy původní sochy. Na to reagoval Blažek nadávkami a fyzickým napadením Hejtmánka. K napadení došlo na veřejnosti ve Vrchlického sadech dne 7. září 2009 dopoledne, během prostorové zkoušky umístění polystyrénového modelu sochy, při níž architekti hledali optimální výšku podstavce památníku. Prvoinstanční Obvodní soud pro Prahu 1 za to odsoudil Blažka k podmíněnému trestu v délce trvání jeden měsíc vězení (se zkušební dobou jednoho roku) a verdikt začátkem ledna 2011 potvrdil i odvolací pražský městský soud.

## Realizace
Realizační tým zahájil práci v červnu 2008. Hlavu sochy museli vymodelovat znovu podle originálu. Pak vytvořili sádrový model sochy. Po jeho rozřezání na díly byly jednotlivé části finální sochy odlity do bronzu ve slévárně v pražských Lysolajích. V nitru bronzové sochy (3,5 metru vysoké) jsou (pro příští generace) uloženy i písemné dokumenty a fotografie. Ty popisují historii pomníku i proces jeho znovuobnovení.
Pomník je umístěn poblíž křižovatky ulic Jeruzalémská a Opletalova a to tak, že socha státníka je lícovou stranou orientována směrem k budově nádraží. Na podstavci pomníku je nápis „WOODROW WILSON“. Podstavec spočívá na čtyřech schůdcích. Čelní hrana předposledního nese nápis „SVĚT MUSÍ BÝT ZABEZPEČEN PRO DEMOKRACII“, vrchní hrana posledního pak totéž ale v jazyce anglickém („THE WORLD MUST BE MADE SAFE FOR DEMOCRACY“).
Součástí pomníku je i symbolická „cesta svobody“. Jedná se o dvojici úzkých pásů složených z tmavě cihlově zbarvených desek se jmény lidí, kteří na projekt finančně přispěli. „Cesta“ vede trávníkem symetricky jak napravo tak i nalevo od centrálního podstavce, na kterém je socha ve výšce umístěna.

## Odhalení pomníku
Společnost Američtí přátelé České republiky (American Friends of the Czech Republic – AFoCR) inicializovala myšlenku vytvořit kopii sochy. Ke zdaru celé akce (především získání finančních prostředků) přispělo hlavní město Praha, městská část Praha 1 a společnost AFoCR. Slavnostní odhalení pomníku se uskutečnilo za účasti tehdejšího prezidenta Václava Klause i jeho předchůdce Václava Havla dne 5. října 2011, tedy po 70 letech od zničení originálu.